# Bal és jobb oldali ösvény
A bal és jobb oldali ösvény vagy út a nyugati ezoterikában, a spiritualitásban használt kifejezések, többnyire okkult, mágikus vagy vallási irányzatokat jelölve vele. Ismert még mint a bal és a jobb kéz útja is. Egyes meghatározásokban a bal oldali utat a fekete mágiával vagy fekete sámánizmussal, míg a jobb oldali utat a fehér mágiával teszik egyenértékűvé.
A kifejezés használatát sokan elutasítják, akik szerint nincs bal és jobb; mint a wicca főpap, John Belham-Payne (1952–2016) kijelentette: „Számomra a mágia csak varázslat.”

## Bal oldali ösvény
E hagyomány gyakorlói a mágiát inkább a személyes hatalom megszerzésére, mint a spirituális transzcendencia elérésére használják. Hívei jellemzően megkérdőjelezik a vallási vagy erkölcsi előírásokat, elutasítják a status quot, ehelyett a személyes anarchizmus formáihoz ragaszkodnak. Gyakran beépítik a szexualitást a mágikus rituáléikba.
Ide tartoznak 
- a Káosz Mágia vagy a Crowley-féle Thelema követői,
- egyes európai újpogány áramlatok,
- a legtöbb afroamerikai vallás, mint például a vudu, a santeria,
- bizonyos tantrikus irányzatok, mint az aghori,
- a sátánizmus minden formája, mint például a Sátán Egyháza, a Sét Temploma, a Kilenc Szög Rendje, a hagyományos sátánizmus hívei

stb.

## Jobb oldali ösvény
A jobb oldali ösvény a spirituális megvilágosodással, az erénnyel és a pozitív törekvésekkel társított ezoterikus út. Követői ragaszkodnak egy meghatározott etikai előíráshoz és a visszahatás valamilyen formájába vetett hitbe, például a karmába vagy pl. a háromszoros visszatérés törvényéhez.
A szerzők a jobbkezes hagyományok közé sorolják általában a teozófiát, a szabadkőművességet, a rózsakeresztes rendet, egyes újpogány irányzatokat, mint például például a wiccát. Ide sorolják a buddhizmus, a hinduizmus, a taoizmus és a dzsainizmus ezoterikus irányzatait, vallásait és misztikus gyakorlatait is. Az okkultista Dion Fortune az ábrahámi vallásokat is jobb oldali útnak tekintette.